# ترویتسکی (استان بلگورود)
ترویتسکی (انگلیسی: Troitsky, Belgorod Oblast) یک شهرک در بخش گوبکینسکی استان بلگورود کشور روسیه است.